# Nimmbus
Nimmbus ist ein Fahrplanauskunftsprogramm, welches für das Tarifgebiet des Hamburger Verkehrsverbundes (HVV) konzipiert ist.
Nimmbus ist ein kostenpflichtiges Programm, das in der Standardvariante über Funktionen wie Fahrplanauskunft oder das Ausdrucken von Linienfahrplänen verfügt. Für Verkehrsunternehmen gibt es erweiterte Versionen, die zusätzlich Funktionen wie Umlaufplanung oder Personaleinsatz zur Verfügung stellen.
Das Programm ist zwar konzeptionell auf das Hamburger Stadtgebiet und Umland ausgelegt (unterstützte Verkehrsmittel, Fahrpreisberechnung), kann jedoch auch Fahrplandaten aus anderen Regionen verarbeiten; so existiert seit 2015 auch eine Version für den Landkreis Celle.
Zusätzlich zur Standardversion für Windows gibt es auch eine, offiziell zwar nicht mehr unterstützte aber dennoch weiter auf CD mitgelieferte, Version für MS-DOS, welche auch in der normalen Variante für Privatbenutzer über eine Leitstellenfunktion verfügt.
Nimmbus wird vom Hersteller im Download und Versand sowie in Servicestellen des HVV vertrieben.